# Honeywell AGT1500
La Turbina Honeywell AGT1500, es un propulsor a gas que se usa principalmente en el paquete de motorización de la serie de tanques M1 Abrams.

## Historia
La Turbina Honeywell AGT1500 fue originalmente diseñado y producido por la fábrica Lycoming Turbine Engine Division en la planta de arsenales Stratford especializada en motores. En 1995, la producción de la turbina sería mudada al Depósito de Arsenales de Anniston en Alabama tras el cierre de la planta de motores Stratford. Durante los inicios de los 70, el turbofán AGT1500 sería desarrollado en el PLT27, una turbina para vuelo de uso en helicópteros. Esta turbina perdió frente al diseño General Electric GE12 (T700) en tres competiciones de potencia separadas frente a las emplazadas en los helicópteros UH-60, el AH-64, y la del SH-60.

## Características
La máxima potencia motora generada ha sido estimada en 1500 caballos (1119 kW), con un torque de 2,750 libras-pie (3,754 N-m) a este máximo. Este motor es de tipo policarburante, pudiéndose alimentar una amplia variedad de combustibles, en los que se incluye jet fuel, gasolina, diésel (ACPM) y hasta diésel marino.